# Tegobomolochus nasicola
Tegobomolochus nasicola is een eenoogkreeftjessoort uit de familie van de Bomolochidae. De wetenschappelijke naam van de soort is voor het eerst geldig gepubliceerd in 1976 door Izawa.